# LGBT-friendly

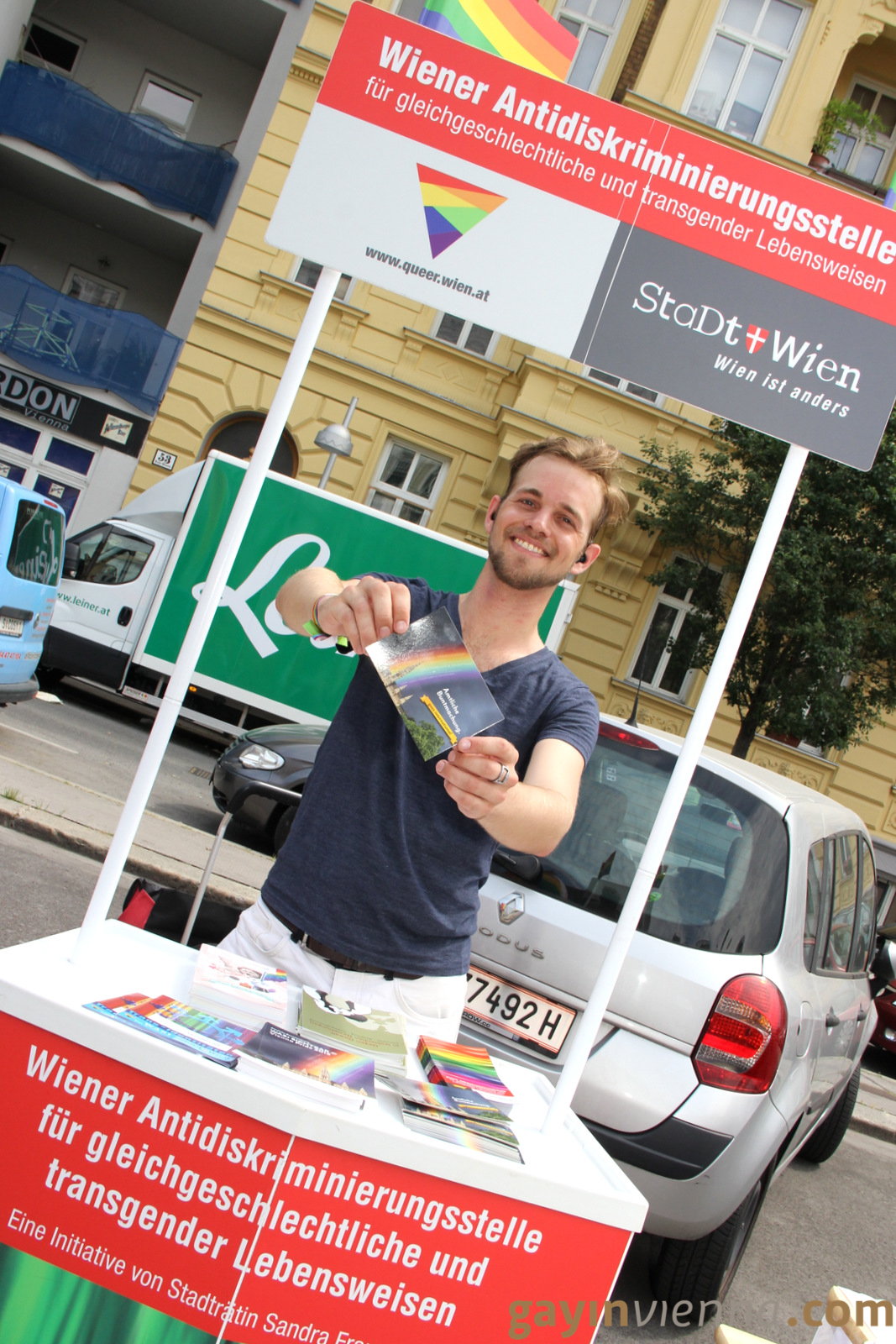
Puesto promocionando a Viena (Austria) como una ciudad gay-friendly

Amigable con la comunidad LGBT (en inglés gay-friendly o LGBT-friendly) es una expresión que hace referencia a los lugares, políticas, personas o instituciones que se consideran abiertas y agradables para las personas LGBT. A menudo, los espacios LGBT-friendly intentan crear un ambiente en el que las personas de este colectivo se sientan cómodas, respetadas, y donde se las trate a todas por igual y sin sentirse juzgadas.

## Origen
Se trata de un término de origen en los Estados Unidos de finales del siglo XX, en el contexto de la implementación de políticas que mejoraban los derechos del colectivo LGTB, y, más concretamente, dentro de la corriente de integración de políticas que apoyan a las personas LGBT en el lugar de trabajo y en las escuelas, así como el reconocimiento de estas como un grupo distintivo de consumidores para las empresas.

## Uso del término en la empresa

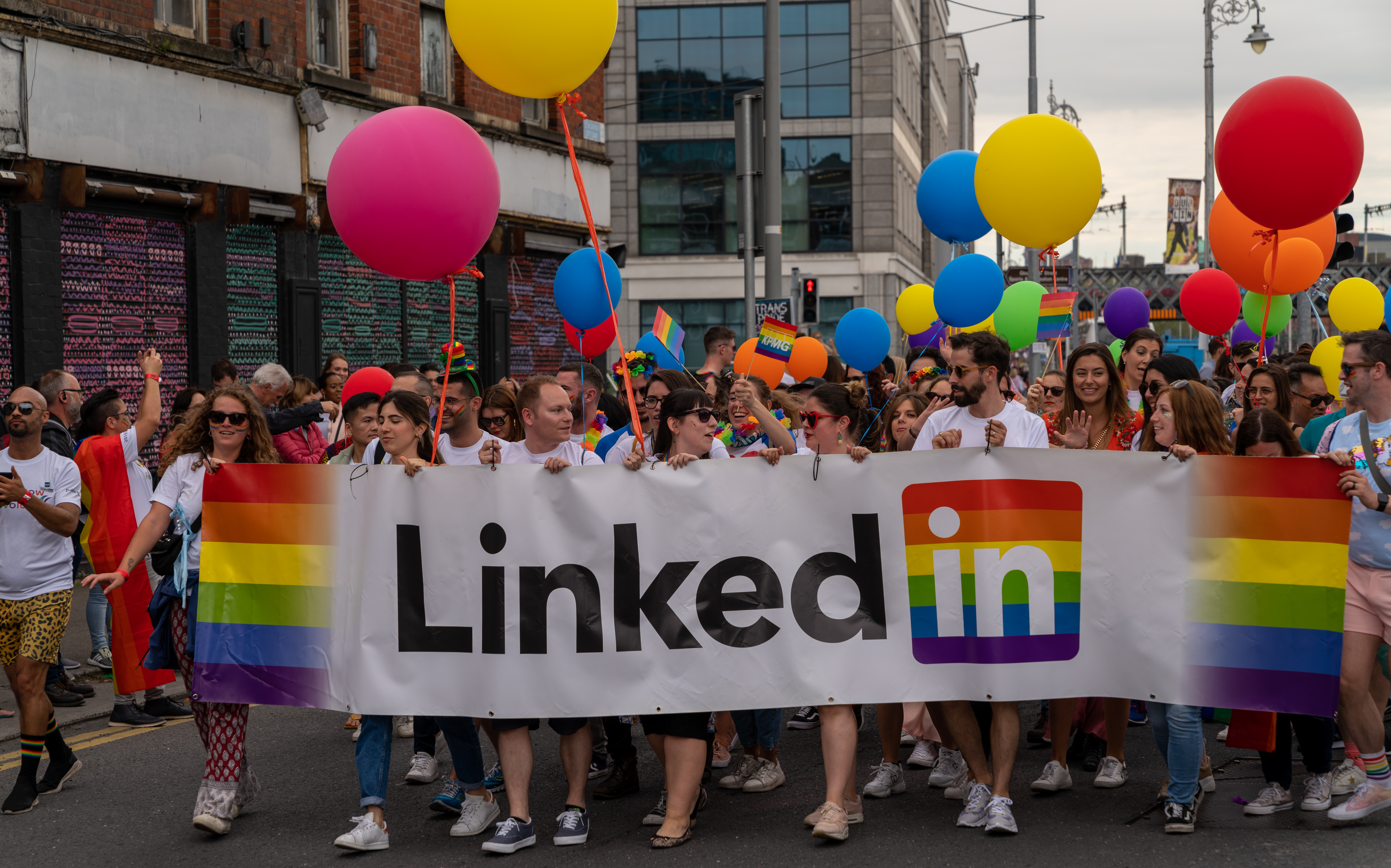
Trabajadores de la comunidad LGBT de LinkedIn manifestándose como miembros de una empresa gay friendly

Existen numerosas empresas que, con el objetivo de promover una política de inclusión de la gente LGBT y de atraer a clientes pertenecientes a ese colectivo, demuestran abiertamente la aceptación por las personas que se identifican bajo esas siglas. Esto es más común durante el mes de junio, por celebrarse en él el Día Internacional del Orgullo LGBT, y frecuentemente conlleva la sustitución de elementos estéticos de la empresa —como el logo o la imagen corporativa— por otros con la bandera del arco iris. A menudo, sin embargo, el término está menos asociado al aspecto estético y más relacionado con la implementación de políticas antidiscriminación que protejan a los empleados LGTB en las empresas. Ocasionalmente existen empresas que son criticadas por mostrar una imagen gay-friendly durante estos eventos pero no implementar políticas antidiscriminación en el contexto laboral.
El número de empresas que se consideran gay-friendly —junto con el número de personas que asisten a eventos LGBT— ha aumentado en las últimas décadas. Esto se refleja en una participación mayor de estas en tales eventos, así como un aumento de las políticas de empresa que protegen a las personas del colectivo, más marcado en países occidentales.

## Lugares
Entre las ciudades mundialmente conocidas por ser LGBT-friendly figuran Nueva York, Boston, Filadelfia, Washington D. C., Atlanta, Miami, São Paulo, Montevideo, San Francisco, Seattle, Tel Aviv, Sídney, Río de Janeiro, Melbourne, Madrid, París, Puerto Vallarta, Chicago, Perth, Brighton, Ámsterdam, Buenos Aires, Mánchester, Londres, Copenhague, Berlín,Montevideo,Montreal y entre otras.
The Advocate publica periódicamente una lista de las ciudades más LGTB-friendly de Estados Unidos, donde se incluyen ciudades como Mineápolis, Albuquerque, San Diego, Austin, y varias otras, basados en hechos como las leyes de matrimonio igualitario, el número de parejas del mismo sexo y otros calificadores.

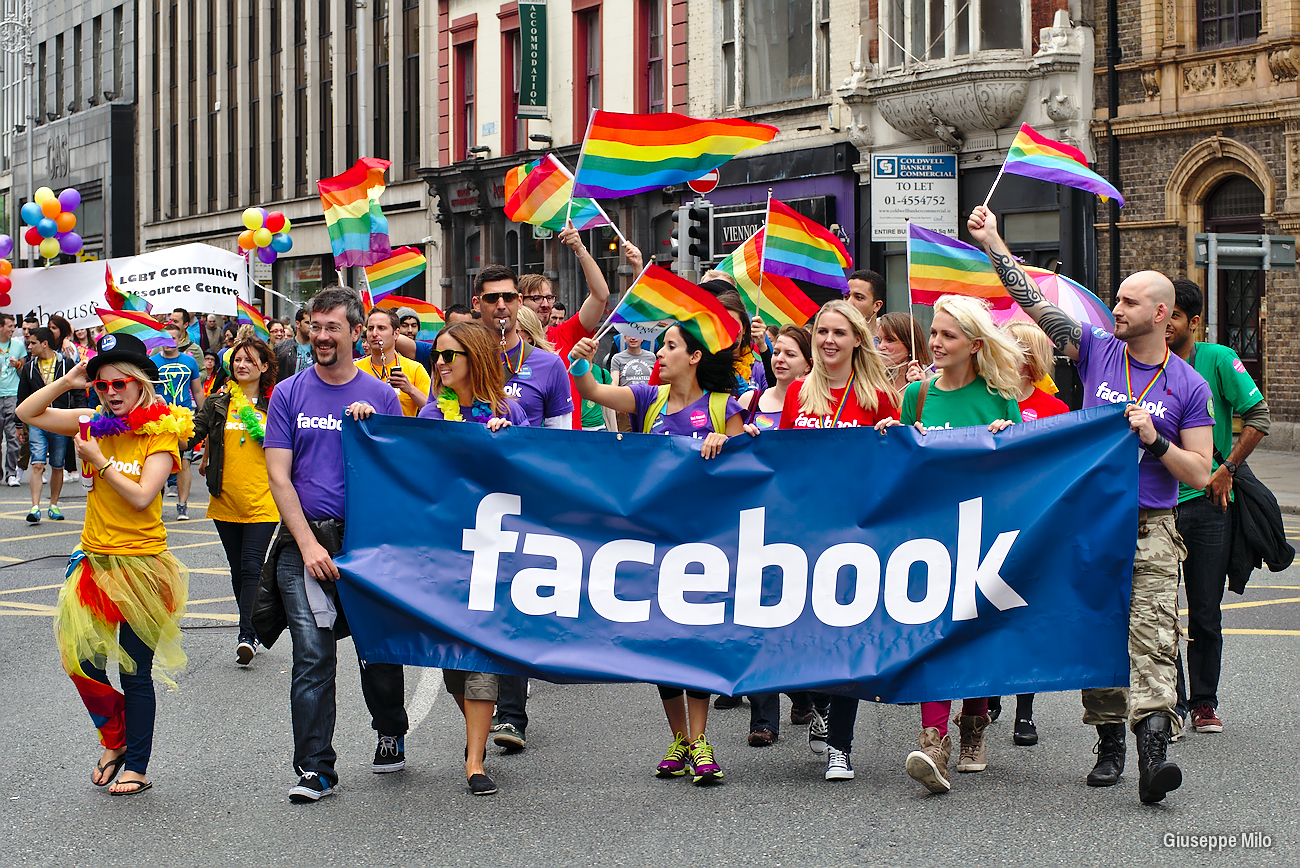
Empleados de la oficina de la tecnológica Facebook en Dublín manifiestan el ambiente gay-friendly de la compañía

La Guía Gay Internacional de Spartacus publica el Gay Travel Index, un ranking de países amigables con el colectivo LGBT. Cada país puntúa según si tiene o no legislación antidiscriminatoria, matrimonio igualitario, leyes de sociedad civil y adopción por parejas homosexuales y negocios dirigidos específicamente a la comunidad LGBT. Mientras tanto, se restan puntos por la existencia de leyes anti-LGBT, las restricciones de ingreso a esos países por ser portadores del VIH, si existe o no influencia religiosa y el enjuiciamiento por ser homosexual, así como la existencia de crímenes de odio y pena de muerte por formar parte del colectivo.
En 2013, el Gay Travel Index de Spartacus presentaba a la mayoría de los países de Europa occidental en el top 11 (Suecia, Dinamarca, Islandia, Noruega, Finlandia, Bélgica, Francia, Países Bajos, Reino Unido y España), además de Canadá, Nueva Zelanda, y Uruguay. Los últimos 5 países son Irán, Emiratos Árabes Unidos, Rusia, Jordania y Jamaica.
Spartacus también publica un Gay Travel Index USA, que enumera los 50 estados más Washington D. C., con los mismos criterios que los países antes analizados. En 2013, las 5 principales regiones eran del noreste, mientras que las 10 principales también incluyen California, Illinois y Oregón. Los 10 estados más bajos en la lista son principalmente los del sudeste y los de la montaña (Utah, Idaho y Montana).